# Palazzetto del Burcardo
Il Palazzetto del Burcardo è un edificio tardo-gotico sito in Roma, in Via del Sudario al numero civico 44, che dal 1932 ospita la Biblioteca e Museo teatrale del Burcardo così chiamato dalla forma italianizzata del nome di Johannes Burckardt, vescovo alsaziano e cerimoniere pontificio, che fece inglobare nella costruzione la Torre Argentina.

## Storia
Fu Domenico Gnoli, all'inizio del Novecento, a identificare in Johannes Burckardt il primo proprietario del palazzetto di Via del Sudario. Per alcuni secoli, infatti, si era persa la memoria del legame fra l'edificio e il prelato alsaziano che lo aveva fatto edificare alla fine del Quattrocento.
Johannes Burckardt era nato a Nieder-Haslach, nei pressi di Strasburgo, in una data compresa fra il 1445 e il 1450. Giunto a Roma nel 1467, il Burcardo fece una rapida carriera che lo portò a ricoprire importanti funzioni sotto quattro papi, Innocenzo VIII (1484-1492), Alessandro VI (1492-1503), Pio III (1503-1503) e Giulio II (1503-1513).
Divenuto nel 1478 cappellano pontificio, nel 1481 fu nominato protonotario apostolico e chierico pontificio, quindi ottenne, nel 1484, la carica di cerimoniere della cappella pontificia. Nel 1503 Giulio II lo nominò vescovo di Orte e Civita Castellana.

Esperto liturgista, scrisse diversi trattati sul cerimoniale religioso, ma il suo nome è rimasto legato al Liber Notarum, il diario che scrisse dal 25 dicembre 1484 al 27 aprile 1506, annotandovi dettagli relativi alla vita della corte pontificia e che divenne una fonte preziosa di informazioni per gli storici.
Nel 1491 Johannes Burckardt aveva preso in affitto dal monastero di Farfa un terreno nei pressi della via Papalis, il tragitto seguito dai papi, con una sontuosa processione, in occasione della loro salita al soglio pontificio. Il terreno ospitava i resti di un convento medievale, in rovina. Il Burcardo fece quindi edificare la sua abitazione privata su questo terreno, inglobando nella costruzione parte dell'edificio preesistente, che comprendeva una torre.
Il Palazzetto del Burcardo venne quindi edificato tra il 1491 e il 1500. Nell'edificio fu inglobata la torre, che prese il nome di "Argentina" dall'appellativo col quale usava firmarsi il Burcardo, episcopus argentinensis o argentinus, in quanto nativo di Strasburgo, il cui nome latino era Argentoratum a causa delle vicine miniere d'argento.

La casa del Burcardo si componeva di due corpi di fabbrica, l'abitazione principale affacciata sull'odierna Via del Sudario, e il corpo secondario che ospitava le stalle e la servitù. 
La sommità della torre svettava al di sopra dell'edificio principale, come testimoniano le stampe dell'epoca. Un'annotazione del Liber Notarum parla dell'illuminazione con torce poste sulla sommità della torre in occasione della festa di San Benedetto, il 21 marzo 1500. In quell'anno, quindi, la costruzione del palazzo doveva già essere stata ultimata.
Nel 1503 iniziò una contesa fra il Burcardo e la potente famiglia Cesarini, proprietaria di un terreno adiacente a quello sul quale il prelato alsaziano aveva costruito il suo palazzo. Lo stesso Burcardo raccontò l'episodio nel suo Liber notarum, alla data del 31 gennaio 1503:
Il papa, non volendo né far torto al Burcardo né inimicarsi la famiglia dei Cesarini, incaricò l'arcivescovo di Ragusa di dirimere la questione. Questi, salomonicamente, sentenziò che la casa sarebbe passata ai Cesarini solo dopo la morte del Burcardo.
Dopo la scomparsa del primo proprietario, morto nel 1506, i Cesarini trascurarono l'edificio, da loro considerato una proprietà secondaria. La torre che ne faceva parte rimase visibile nelle incisioni del Cinquecento e del Seicento.
Nel 1730 il duca Giuseppe Cesarini Sforza diede l'avvio alla costruzione del Teatro Argentina su progetto di Gerolamo Theodoli. Una parte della casa del Burcardo venne demolita per far posto al nuovo edificio. Il resto del palazzo, compresa la torre, fu adibito ad ambienti di servizio del teatro. Alla fine del Settecento la sommità della torre fu mozzata: non appare più nella Pianta di Roma di Giuseppe Vasi, del 1781.
Nel 1824 il duca Salvatore Cesarini cedette in enfiteusi perpetua a Pietro Cartoni il Teatro Argentina e le sue pertinenze, fra cui il palazzetto del Burcardo. Il teatro fu acquistato da Alessandro Torlonia nel 1843, ad eccezione di una parte della casa del Burcardo, dove continuava ad abitare la famiglia Cartoni. Il figlio di Pietro Cartoni, Massimo, assegnò in dote alla sorella Amalia il pianterreno, il primo piano e il terzo piano del palazzetto, e il marito di lei, Valerio Cappello, acquistò anche il secondo piano da Alessandro Torlonia.
Il 30 ottobre 1869 il Teatro Argentina fu acquistato dal Comune di Roma. La proprietà Cartoni-Cappello fu venduta al Comune, invece, soltanto nel 1882. L'acquisto sembrava preludere ad allargamenti del teatro; altre proprietà circostanti erano state acquistate allo stesso scopo. Negli anni successivi, però, l'interesse storico-archeologico per la zona si risveglia. Nel 1888, durante i lavori di scavo di una fogna, emergono resti del teatro di Pompeo, e altri ritrovamenti avvengono nel 1892 fra via del Monte della Farina e via dei Chiodaroli.
Nel 1908 Domenico Gnoli riconobbe il palazzo del Burcardo grazie all'identificazione dello stemma in pietra che porta l'insegna del prelato alsaziano, un dragone rampante sormontato da una stella. Lanciò quindi l'allarme sullo stato di degrado del palazzo e sullo scempio che era stato fatto di uno dei pochissimi esempi di architettura gotica a Roma: "La casa del Burckard è un rudere. Demolita la bella scala, cadute le nervature delle volte, incassata nel fabbricato la torre, ingombro il cortile da una baracca pel riscaldamento, la bella loggia, ridotta oggi a camerino della prima donna, tagliata da una scala e da tramezzi..."
Fu quindi abbandonato un progetto dell'architetto Cesare Pizzicaria, che prevedeva di spostare gli uffici comunali in un unico complesso che doveva sorgere sull'attuale Largo di Torre Argentina, e che avrebbe comportato l'abbattimento delle case private fra via dei Barbieri, via del Sudario e via del Monte della Farina.
Nel 1923 il palazzo del Burcardo fu sottoposto ad un primo restauro per l'intervento di Antonio Muñoz dell'ufficio di Antichità e Belle Arti del Comune di Roma. I lavori furono diretti dall'ingegnere Adolfo Pernier. In questa prima operazione di restauro, si evidenziarono i soffitti dipinti, nervature, chiavi e peducci di volte in peperino, fu riaperto il loggiato del secondo piano e le trifore del primo piano affacciate sul cortile interno.
Nel 1929 il palazzetto del Burcardo venne assegnato dal Governatorato di Roma alla SIAE come sede del Museo del Teatro Nazionale e Biblioteca di Letteratura Drammatica. Il palazzo fu sottoposto a consistenti restauri dall'architetto Antonio Petrignani fra il 1929 e il 1931.
Nel 1932 venne aperta al pubblico la Biblioteca e Raccolta Teatrale della SIAE. Il primo piano e due sale a pianterreno ospitavano il museo, il secondo e quarto piano gli uffici, il terzo piano la sala di consultazione della biblioteca. La sistemazione degli ambienti e gli arredi degli anni trenta restarono gli stessi fino al 1987, quando il sovraccarico delle strutture portanti dell'edificio obbligò il Comune di Roma a dichiararne l'inagibilità.
Il palazzetto è stato sottoposto a nuovi restauri negli anni novanta attuati dal Provveditorato della SIAE sotto la direzione del Comune di Roma e della Soprintendenza ai Beni Culturali, per il consolidamento della struttura e per assicurare all'edificio i requisiti di sicurezza dei luoghi di lavoro previsti dalla legislazione vigente. Nel corso di quest'ultimo restauro si è recuperato anche il piano interrato, dove è stata riportato alla luce l'ingresso originario della Torre Argentina.

## Torre Argentina
Allo stato presente, la torre preesistente all'edificio fatto costruire da Johannes Burckardt non è più riconoscibile dall'esterno. Tuttavia, dalla facciata interna, sul cortile, se ne può ancora distinguere la sede, delineata dalla successione di piccole finestre centinate.
Nel piano interrato, è possibile vedere la porta di accesso e la scala in perimetro che nello stato originario doveva salire per l'intera altezza della torre e che ora si ferma al livello del pianterreno.
Al primo piano, negli ambienti destinati a museo, allo spazio corrispondente alla torre corrisponde una piccola stanza di forma quadrangolare, con nicchie di peperino. Per tradizione, l'ambiente è stato considerato la cappellina privata del Burcardo.
Fra il secondo e il terzo piano, nell'ultimo restauro, è stata ripristinata la comunicazione con la posa in opera di una scala a vite in acciaio e peperino nell'ambiente occupato dalla torre, che a questo livello ha uno sviluppo circolare.
Il nome "Argentinensis", apposto dal Boccardo sulla torre, ha dato nome alla stessa torre e alla piazza adiacente.

## Collegamenti
| È raggiungibile dalla fermata Arenula/Cairoli | del tram 8 |